# Racionalização (psicologia)
Racionalização em psicologia e lógica, é um mecanismo de defesa no qual comportamentos ou sentimentos controversos são justificados e explicados de uma maneira aparentemente racional ou lógica para evitar a verdadeira explicação e então conscientemente sendo considerado tolerável — ou mesmo admirável e superior  — por meios plausíveis.É também uma falácia informal de raciocínio.
A racionalização acontece em duas etapas:
1. Uma decisão, ação, julgamento é feito por uma razão dada, ou nenhuma razão (conhecida).
2. Uma racionalização é realizada, construindo uma razão aparentemente boa ou lógica, como uma tentativa de justificar o ato após o fato (para si ou para os outros).

A racionalização encoraja comportamentos, motivos ou sentimentos irracionais ou inaceitáveis e freqüentemente, envolve a hipótese ad hoc. Este processo varia de totalmente consciente (por exemplo, para apresentar uma defesa externa contra o ridículo de outros) para principalmente inconsciente (por exemplo, para criar um bloqueio contra sentimentos internos de culpa ou vergonha). As pessoas racionalizam por várias razões - às vezes quando pensamos que nos conhecemos  melhor do que nós. A racionalização pode diferenciar a explicação determinista original do comportamento ou sentimento em questão.

## História
Quintiliano e a retórica clássica  usavam o termo  cor  para a apresentação de uma ação na perspectiva mais favorável possível.
O termo racionalização foi introduzido no campo da psicanálise pelo neurologista e psicanalista britânico Ernest Jones em 1908. A palavra foi então adotada pelo psicanalista Sigmund Freud para descrever as várias desculpas usadas por seus pacientes para explicarem suas neuroses.

## Definição no DSM
De acordo com o DSM-IV, a racionalização ocorre "quando o indivíduo lida com conflitos emocionais ou estressores internos ou externos, escondendo as verdadeiras motivações para seus próprios pensamentos, ações ou sentimentos através da elaboração de explicações tranquilizadoras ou auto-suficientes, mas incorretas".